# الرنح المخيخي السائد الوراثي
الرنح المخيخي السائد الوراثي (أيه دي سي أيه) هو شكل من الرنح المخيخي الشوكي الذي يورث بطريقة جسمية سائدة. يعد هذا المرض حالة وراثية جينية تسبب تدهور الجهاز العصبي ما يؤدي إلى اضطراب وتراجع وظائف بعض مناطق الجسم أو فقدانها.
يحدث التنكس على المستوى الخلوي، ويتسبب في حدوث الموت الخلوي في بعض الأنواع الفرعية. يؤدي الموت الخلوي أو الخلل الوظيفي إلى حدوث انقطاع أو خلل في خط الاتصال من الجهاز العصبي المركزي إلى العضلات الهدف في الجسم. حين يتواجد اتصال معيب أو عوز اتصال كامل، لا تعمل عضلات الجسم بصورة صحيحة. يمكن ملاحظة اختلاطات التحكم العضلي في أعراض ضعف التوازن والكلام والحركة أو التحريك. ينقسم الرنح المخيخي السائد الوراثي إلى ثلاثة أنواع وتندرج ضمنها أنواع فرعية تعرف باسم الرنح المخيخي الشوكي (إس سي أيه).

## الأعراض والعلامات
تظهر الأعراض عادةً في سنوات البلوغ، على الرغم من ملاحظة حالات في الطفولة أيضًا. تشمل الأعراض الشائعة فقدان التنسيق الذي يظهر أغلب الأحيان في المشي والتلعثم في الكلام. يؤثر الرنح المخيخي السائد الوراثي في المخيخ بالدرجة الأولى، بالإضافة إلى الحبل الشوكي. تتضمن العلامات والأعراض التالي:
- نوبات من تغير مستوى الوعي.
- التنكس العصبي.
- الإصابة متعددة الأعضاء.
- اضطرابات الحركة.
- الخلل المخيخي.

## وراثيات
في سياق وراثيات الرنح المخيخي السائد الوراثي، ينتج 11 من أصل 18 جينًا معروفًا عن التوسعات المكررة في البروتينات الموافقة، والتي تشترك بآلية التطفر نفسها. قد ينتج الرنح المخيخي الشوكي عن الطفرات التقليدية أو إعادة الترتيب في الجينات التي تصنع إشارات الغلوتامات والكالسيوم أو وظيفة القناة أو تنظيم التاو والنشاط المتقدري أو تعديل الحمض النووي الريبي.
تعد آلية النوع الأول غير معروفة تمامًا، ولكن أشار وايلي وآخرون إلى أن منتج عديد الغلوتامين سام للخلية على المستوى البروتيني، قد يحدث هذا التأثير عبر سوء التنظيم النسخي وتعطل استتباب الكالسيوم ما يؤدي إلى حدوث الاستماتة في وقت أبكر.

## التشخيص
في الرنح المخيخي السائد الوراثي، يُدرس التاريخ السريري للأفراد وفحوصاتهم الصحية السابقة، ويُجرى فحص بدني للتحقق من وجود أي تشوهات جسدية، بالإضافة إلى فحص جيني لجينات المريض وشجرة عائلته. تنتج الفئة العظمى من الرنح المخيخي عن تدهور الخلايا العصبية في المخيخ، وبالتالي يُستخدم التصوير بالرنين المغناطيسي لتحديد أي خلل بنيوي مثل الآفات التي تشكل السبب الرئيسي للرنح. يمكن استخدام التصوير المقطعي المحوسب أيضًا لرؤية التدهور العصبي، ولكن يؤمن الرنين المغناطيسي صورة أكثر دقة وتفصيلًا.

## العلاجات
فيما يتعلق بالعلاج، لا يوجد أي علاج حاليًا لهذا المرض، ولكن يتطلب ظهور المرض حدوث تعبير جيني طافر. قد يكون التلاعب في استخدام منظمات استتباب البروتين أحد العوامل العلاجية، ويشكل العلاج عبر محاولة تصحيح الوظيفة المحورة التي تخلق الآلية المرضية إحدى الأفكار الحالية التي طرحها بوشارت وآخرون. ظهرت بعض الأدلة على إمكانية عكس الآلية المرضية للرنح المخيخي الشوكي من النوع الأول ونوعين آخرين من أمراض عديد الغلوتامين بعد بدء المرض. لا يوجد أي علاجات فعالة تستطيع تغيير تطور هذا المرض، وبالتالي تقتصر الرعاية على العلاج المهني والفيزيائي لخلل المشية وعلاج النطق.

## علم الوبائيات
فيما يتعلق بالشيوع، يُقدر أن 2 من كل 100,000 فرد يُصاب بالمرض، وتتوزع الحالات في مناطق مختلفة حل العالم. وصلت بعض المجموعات لأنواع معينة من الرنح المخيخي السائد الوراثي إلى شيوع يقدر بنحو 5 من كل 100,000 فرد.